# Paedagogia Basiliensis

Wappen E.E. Paedagogia Basiliensis mit Zirkel

E.E. Paedagogia Basiliensis ist eine Mittelschulverbindung der Stadt Basel. Sie wurde am 22. Februar 1845 gegründet, besteht bis heute und ist eine der älteren Mittelschulverbindung der Schweiz, welche wie viele weitere Mittelschulverbindungen zu dieser Zeit gegründet wurde. Als ihr Gründer gilt Jacob Achilles Mähly, der später Professor der Lateinischen Sprache und Literatur an der Universität Basel wurde.
Zu den ehemaligen Mitgliedern der Paedagogia zählen zahlreiche berühmte Persönlichkeiten, unter anderem der erste Basler Vertreter in der Schweizer Landesregierung, Ernst Brenner.
Ursprünglich nur zugänglich für Schüler des damaligen Pädagogiums (heute gleichbedeutend mit den letzten zwei Schuljahren im Gymnasium am Münsterplatz), des ältesten Gymnasiums der Schweiz, steht die Verbindung heute allen Schülern der Basler Gymnasien offen. Die Verbindung ist nichtschlagend und trägt die Farben blau-weiss-blau, verbunden mit dem Leitspruch „Litteris et Amicitiae“.